# Mariam Mint Ahmed Aicha

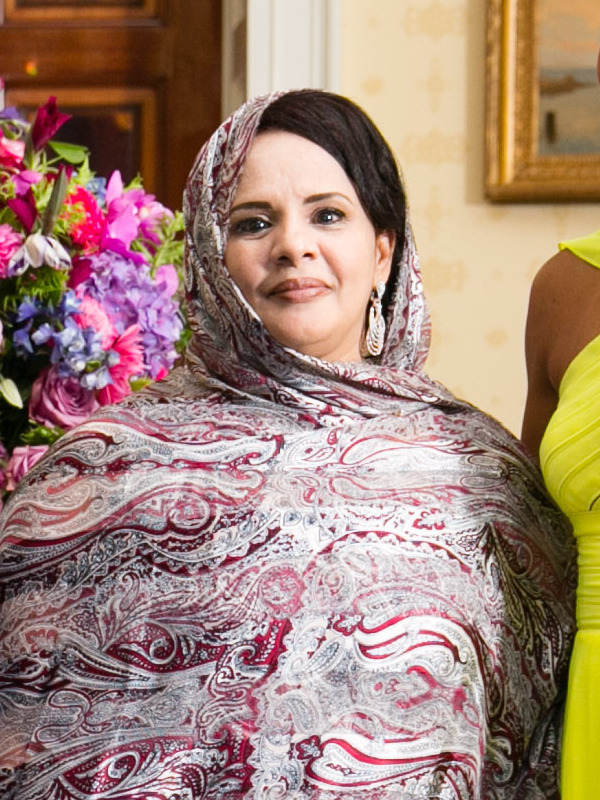
Mariam Mint Ahmed (2014)

Mariam Mint Ahmed Aicha (arabisch مريم بنت أحمد عيشه, auch: Mariam bint Ahmed Aiche) ist eine mauretanische Politikerin. Von 1992 bis 1994 war sie Ministerin für Frauenangelegenheiten und von 1994 bis 1995 Sekretärin für Frauenangelegenheiten.

## Leben
Ihr Vater ist Scheich Ahmed Aicha, ein einflussreicher Anführer. Er sorgte dafür, das seine Kinder eine gute Ausbildung erhielten. Mariam wurde in Boutilimit geboren und wuchs in der Stadt auf, die für ihre Akademien, Intellektuellen und bedeutenden Regierungsbeamten seit der Unabhängigkeit des Landes bekannt ist. Sie gilt als die Kulturhauptstadt von Mauretanien.
Sie ist die Präsidentin der Association Mauritanienne pour la Promotion de la Famille (AMPF, Mauretanische Vereinigung für die Familie). Die Vereinigung wurde 1990 gegründet.  Ihre Hauptaufgabe besteht darin, sowohl die breite Bevölkerung, als auch die politischen und religiösen Führer des Landes für die persönlichen und wirtschaftlichen Vorteile der Familienplanung zu sensibilisieren. Außerdem will sie die Bereitstellung angemessener Dienstleistungen im Bereich der sexuellen und reproduktiven Gesundheit (sexual and reproductive health, SRH) fördern. AMPF bietet Dienste in diesem Bereich an, darunter Familienplanung (FP), vorgeburtliche und postnatale Beratung, Impfungen für Mutter und Kind, Pädiatrie, Betreuung bei unvollständigen Abtreibungen, HIV- und AIDS-Schutz einschließlich Vorbeugung gegen HIV-Übertragung von der Mutter auf das Kind (Prevention of Mother-to-Child Transmission of HIV, PMTCT) und allgemeine SRH-Beratung.
Sensibilisierung und Bewusstseinsbildung erfolgen indirekt über Impfkliniken für Kinder, über Ernährungsberatungsprogramme und über allgemeine Gesundheitsdienste für Mütter und Kinder (eine wichtige Voraussetzung in einem Land mit einer hohen Mütter- und Kindersterblichkeit).
AMPF setzt sich dafür ein, den Status der Frau grundlegend zu verbessern, um die demografische Situation des Landes zum Besseren zu verändern. Die Sensibilisierung für die Vorteile eines „Geburtenabstands“ ist dabei ebenso wichtig wie die Förderung wirtschaftlicher Chancen für Frauen. Um dieses Ziel zu erreichen, war AMPF an der Gründung einer Reihe von Handwerksgenossenschaften beteiligt. Besondere Anstrengungen wurden unternommen, um marginalisierte und unterversorgte Bevölkerungsgruppen zu erreichen.
Die Bemühungen der AMPF im Bereich Interessenvertretung und politischer Dialog trugen zur Verabschiedung des Reproductive Health Act bei, einem religiösen Urteil, das weibliche Genitalverstümmelung (FGM) und andere schädliche Praktiken verbietet. AMPF genießt einen guten Ruf und unterhält strategische Partnerschaften mit dem Gesundheitsministerium, anderen zivilgesellschaftlichen Organisationen und dem Bevölkerungsfonds der Vereinten Nationen (United Nations Population Fund, UNFPA).